# 劉桂珠
劉 桂珠（りゅう けいしゅ、 1968年1月18日- ）は中国の柔道選手。階級は56kg級。

## 人物
1987年の世界選手権56kg級で5位になった。1988年ソウルオリンピック(公開競技)では決勝まで進むが、オーストラリアのスザンヌ・ウイリアムスに判定で敗れたものの銀メダルを獲得した。

## 主な戦績
- 1986年 - 福岡国際　3位
- 1987年 - ドイツ国際　2位
- 1987年 - 世界選手権　5位
- 1988年 - ソウルオリンピック　2位
- 1989年 - 環太平洋柔道選手権大会　61kg級　2位